# Mole de caderas
El «Mole de Caderas» y el «Huaxmole» son dos platillos tradicionales realizados con los huesos de chivo provenientes de las matanzas de Otoño, en la región de Tehuacán, Puebla, y de Huajuapan de León, Oaxaca, Una actividad productiva, establecida desde el siglo XVIII, con 400 años de vigencia, la crianza, se distribuye en la zona Mixteca, en dónde confluyen los estados de Puebla, Guerrero, y Oaxaca, para la explotación racional de todos los recursos obtenidos del ganado cabrio, el sebo, la piel, la lana, la carne seca y los huesos (espinazos y caderas). Es considerado uno de los platillos más importantes en los estados de Puebla, debido a la prolongada crianza y cuidados en la preparación del animal —del cual se aprovecha la totalidad de la carne— y de la celebración del Festival de la Matanza que acompaña y da inicio al sacrificio de animales de crianza para la preparación de los alimentos y para la posterior conservación y curado de la carne.
En la preparación del mole de caderas se emplea la carne y hueso de la cadera, condimentos a base de sal, chile y se da un baño en limón para darle un toque culinario exquisito, con un caldo de color rojo hervido con la carne de las caderas y ejotes silvestres. El sabor del platillo es característico de la carne de los chivos que son llevados durante un trayecto de un año pastando a través de las regiones del sur del estado de Puebla y del norte de Oaxaca, alimentando al ganado solo con abundantes cantidades de sal y manzana, se mantienen hidratados solo por agua de limón. De la práctica de este tipo de crianza se obtiene carne de un sabor fuerte, sabroso y por supuesto característico con el cual se preparan los platillos tradicionales.
Guiso tradicional mexicano que lleva como ingredientes distintivos la cadera y el espinazo del chivo. La salsa se elabora con chiles guajillo, costeño y serrano, tomate, jitomate, hoja de aguacate, cilantro y un ejote típico de la región.
Las caderas de se cuecen en agua con cebolla, ajo, y sal; los chiles se tuestan y se preparan en salsa, y ésta se incorpora al caldo junto con hojas tostadas de aguacate; los ejotes se añaden cuando la carne está cocida.
Es típico del estado de Puebla, sobre todo en Tehuacán y en la región de la Mixteca (Huajuapan de León, del estado de Oaxaca). Algunos añaden guajes crudos molidos y cilantro, y lo convierten en huaxmole de caderas, aunque no se use este nombre para designarlo. Esta forma de huaxmole también se come en Oaxaca.
En los restaurantes tradicionales de Puebla se anuncia con especial insistencia cuando se prepara este mole, ya que para muchos es muy especial, al grado que un plato de mole de caderas es más caro que el mole poblano. Se elabora donde se celebra una fiesta anual, durante la época de la matanza de chivos, esto es, de octubre a diciembre.
El 20 de octubre de cada año se lleva a cabo en Tehuacán el festival de la matanza, en la que hay bailes y danzas como la denominada "danza de la matanza", donde literalmente se baila a un cabro macho para sacrificarlo al final con un tiro en la frente.
Con esta celebración da inicio la matanza, no sin antes ofrecer una ceremonia por parte de los matanceros en un altar donde se pide para que la matanza sea buena, igual o mejor que la del año pasado. Los matanceros dan paso a los chiteros y estos, a su vez, a los fritangueros de víceras.
Todo el animal es aprovechado: el espinazo y caderas son lo más cotizado por la cocina tradicional de la zona; los huesos se venden para acompañar platillos también asociados con la temporada, como el guasmole o el tesmole; las vísceras se consumen en asadura y con la piel se prepara chicharrón de chivo.
El mole por lo general es un platillo único y se acompaña con tortillas de maíz Se conoce también como mole de chivo, aunque este refiere a un guiso tradicional, pero más usual.
Las referencias históricas señalan como fecha probable del inicio de la elaboración de este mole el año 1800, época en la que hubo un aumento sin precedentes en las cabezas de ganado caprino.

## Receta para preparar mole de caderas
Esta receta mexicana de mole de caderas de Puebla, México, lleva los siguientes ingredientes:
- 1 juego de caderas y espinazo de chivo
- 2 manojitos de pipicha
- 1 manojo de cilantro
- 250 gr de chile costeño
- 2 manojos de huajes
- ½  cebolla blanca grande
- Ajo al gusto
- 150 gr de ejotes de ayocotes troceados
- 10 hojas tostadas de aguacate
- Manteca para freír
- Sal al gusto, recuerden que la carne es un poco salada
- 1200 g de tomate (miltomate o tomate verde)
- 200 gr de jitomate (tomate rojo) o verde

Para preparar mole de caderas hay que cocer las carnes con ajo y cebolla. Poner a hervir los chiles, el tomate y el jitomate. Molerlos con ajo y cebolla; freír en manteca, dejar sazonar. Incorporar la salsa a las carnes, previamente cocidas, con su caldo. Moler el huaje crudo y agregar; cuando el guiso esté hirviendo, añadir hojas de aguacate y cilantro en ramas. Hervir un momento y servir luego. Rinde 10 raciones.